# Списак хунских владара
Ово је непотпуна листа владара Хуна, али њу је скоро немогуће употпунити услед недостатака сачуваних документа или листа које су оставили Римљани или Кинези који су једини поред Грка у то време водили неку трајнију кореспонденцију и белешке. Хуни су користили ровашко писмо за кореспонденцију али је оно било писано или на дрвету или на подлози која се није могла сачувати дужи временски период, па су записи и нестајали временом. Такође и номадски начин живота Хуна је томе допринео, носили су са собом само најнеопходније. Године владања појединих владара се преклапају, али то је и нормално, пошто су Хуни били подељени на бар неколико већих племена или кланова под влашћу сопствених поглавара. Хуни углавном нису имали у правом смислу речи већу краљевину или царство сем у ретким случајевима када би најјаче племе успело да потчини остале. Поред тога, логично, позната су нам имена оних хунских владара који су живели на границама Римског царства и са којима су Римљани (Византинци) ратовали или склапали различите споразуме.
| Крај 1. века н. е.  | Кама Таркан |
| око 370.            | Вунд |
| око 375.            | Баламбер |
| око 378. - 390.     | Алипби |
| око 390. - око 411. | Улдин (Кан западних Хуна) |
| ? - 412.            | Донат (Кан Хуна са источних крајева Црног мора.)                                                                                                 |
| око 411.            | Шаратон |
| ? - 425.            | Октар |
| 425. - 435.         | Руга |
| 435. - 444.         | Бледа (савладар брата Атиле) |
| 437. - 453.         | Атила |
| 453.- 454.          | Елак |
| око 457.            | Тулдила |
| ? - 469.            | Денгизих (напади Сабира у периоду 460-463) са ...                                                                                                |
| 469. - 503.         | Ернак (Ernakh\|Hernach/BelkErmak) |
| крајем 490. их      | Ђураш |
| почетком 500.       | Татра |
| 520. им - 528.      | Грод |
| 528. - 530.         | Мугел |
| 540. - 560.         | Сандилч (Кан Кутригура). Киниалон (Кан Кутригура) Авари покорили источна племена. Подела у Утигури, западни Дон, и Кутригури, источни Дон, хорде |
| 584. - 600.         | Худбад (Кан Утигурса). |
| 617. - 630.         | Органа (Кан Утигурса). |
| ? - †(641./647.)    | Кубрат (Велики Кан Утигура, Кутригура, Авара и Бугара).                                                                                          |
| ?                   | Кубер (Кан Утигурса). Задњи могући владар Хуна пошто се у даљем периоду више не спомињу.                                                         |

## Галерија
| - Кретање Хуна у периоду од 158. до 451. године - Центар моћи Хуна око 210. године - Хунско царство у зениту моћи око 450. године - Мапа и подела Европе око 450. године |